# Anna-Elena Herzog
Anna Elena Herzog (Amburgo, 12 luglio 1987) è un'attrice tedesca.
Ha recitato nelle prime tre stagioni del telefilm "Grani di pepe" nel ruolo di Jana apparendo anche in un episodio della quarta stagione.